# Diario de Granada
El Diario de Granada fue un periódico español editado Granada entre 1982 y 1986.

## Historia
Surgido en mayo de 1982, nació como un periódico con talante renovador. El diario, que fue una publicación innovadora en diseño y fotografía, mantuvo sin embargo una excesiva dependencia ideológica del PSOE. Por la dirección del Diario de Granada pasaron Antonio Checa Godoy, cesado en 1983, y Antonio Ramos Espejo. El Diario de Granada nunca llegó a tener una gran audiencia, que además descendería con los años; víctima de las pérdidas económicas, dejó de editarse en 1986. A su desaparición se vería sustituido por El Día de Granada, de corta existencia.

## Suplementos
Llegó a editar un suplemento literario, denominado Cuadernos del Mediodía.